# Фререн
Фререн (нем. Freren) — город в Германии, в земле Нижняя Саксония.
Входит в состав района Эмсланд. Подчиняется управлению Фререн. Население составляет 5100 человек (на 31 декабря 2010 года). Занимает площадь 48,81 км². Официальный код — 03 4 54 012.

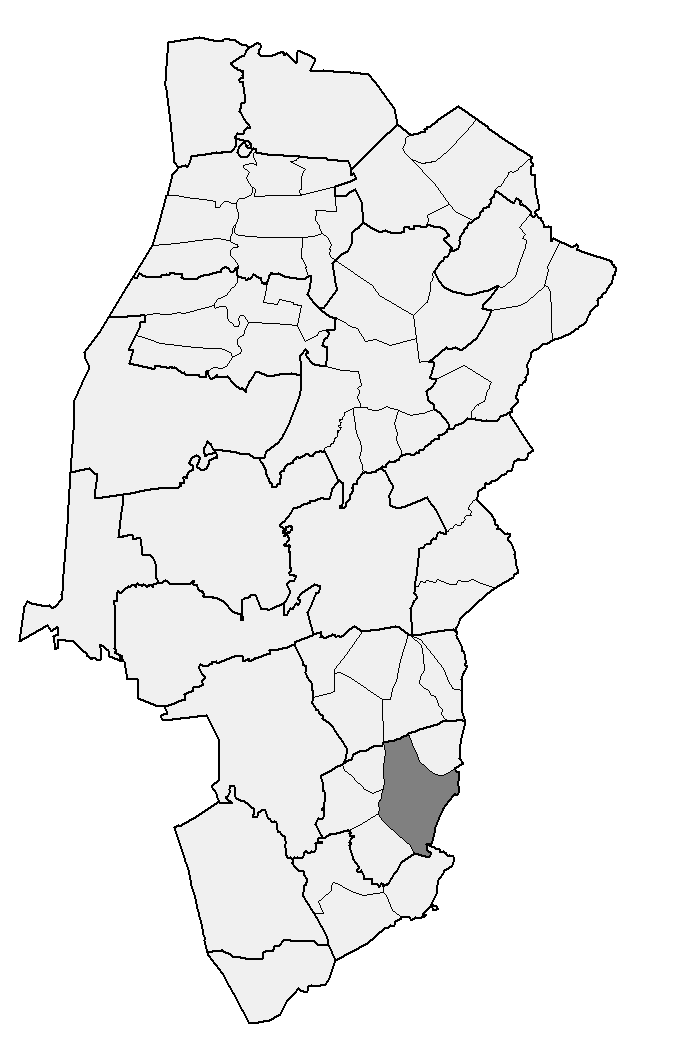
Фререн на карте района Эмсланд

| Год  | Население |
| ---- | --------- |
| 1990 | 3991      |
| 1995 | 4651      |
| 2000 | 5014      |
| 2005 | 5144      |
| 2010 | 5129      |